# بوتش شميت
بوتش شميت (بالإنجليزية: Butch Schmidt)‏ هو لاعب كرة قاعدة أمريكي، ولد في 19 يوليو 1886 في بالتيمور في الولايات المتحدة، وتوفي بنفس المكان في 4 سبتمبر 1952.

## وصلات خارجية
- بوتش شميت على موقعبيزبول رفرنس.كوم (الدوري الرئيسي) (الإنجليزية)
- بوتش شميت على موقعبيزبول رفرنس.كوم (الدوري الثانوي) (الإنجليزية)
- بوتش شميت على موقع جمعية أبحاث البيسبول الأمريكية (الإنجليزية)